# Ahmed Ouyahia
Ahmed Ouyahia (Iboudraren, 2 juli 1952) is een Algerijns politicus. Hij was viermaal premier van Algerije: tussen 1995 en 1998, tussen 2003 en 2006, tussen 2008 en 2012 en tussen 2017 en 2019.

## Biografie
Ouyahia studeerde in Algiers af in de politieke wetenschappen. Hij begon zijn carrière in 1975 als secretaris op het ministerie van Buitenlandse Zaken. Vanaf 1981 had Ouyahia verschillende functies als adviseur verbonden aan het ministerie van Buitenlandse Zaken. In 1990 werd Ouyahia hoofd van het departement Afrika van de centrale administratie van Buitenlandse Zaken. Van 1992 tot 1993 was hij de Algerijnse ambassadeur in Mali. In 1993 werd hij staatssecretaris van Samenwerking en Maghrebijnse Zaken. Vanaf 1994 was hij kabinetschef van de president.
Van 31 december 1995 tot 15 december 1998 was Ouyahia voor de eerste maal premier van Algerije. Hierna bekleedde hij nog verschillende ministerambten. Sinds 1999 is hij ook secretaris van de Algerijnse politieke partij Rassemblement National Démocratique (RND).
Na het ontslag van premier Ali Benflis door president Abdelaziz Bouteflika werd Ouyahia op 5 mei 2003 opnieuw aangesteld als eerste minister, met de steun van Bouteflika. Drie jaar later, op 24 mei 2006, werd hij na ontslag te hebben genomen opgevolgd door de minister van buitenlandse zaken, Abdelaziz Belkhadem. Tussen 23 juni 2008 en 3 september 2012 en tussen 16 augustus 2017 en 12 maart 2019 bekleedde Ouyahia het premierschap opnieuw.
Naast zijn politieke functies was hij ook Algerijns bemiddelaar in de oorlog in het noorden van Mali in 1992 en hij was ook de door de Organisatie van Afrikaanse Eenheid ("Organisation de l'unité Africaine" of OUA) aangestelde bemiddelaar in de oorlog tussen Ethiopië en Eritrea (1999-2000).